# 2017年10月臺灣暴雨
2017年10月臺灣暴雨，是指臺灣於2017年10月受颱風卡努與東北季風產生之共伴效應影響，持續暴雨而發生的天災事件。中華民國政府在暴雨期間緊急開設中央災害應變中心，而在宜蘭與臺東地區的累計降雨量高達1,000毫米，並有部分地區土石流潛勢溪流達紅色警戒，多處路段因暴雨造成地基掏空而坍方。此次暴雨事件主要影響時間自2017年10月11日至10月15日，期間共有1,909人撤離、22,314戶電力中斷，並造成約新臺幣6,657萬元農業損失。

## 成因與影響
如同去年強烈熱帶風暴艾利，臺灣雖不受卡努的暴風圈影響，但交通部中央氣象局表示，自10月12日起，東部、北部及南部需嚴防卡努外圍環流及東北季風產生之共伴效應，所挾帶之豪大雨和豪雨；13日蘭嶼測得14級陣風，因應共伴效應帶來的強勁風勢，臺北市中國文化大學、宜蘭縣許多學校、臺東縣蘭嶼鄉13日下午停班停課。晚間9時，經濟部災害緊急應變小組二級開設，同時針對部分地區發布淹水警戒。晚間11時半，中央災害應變中心緊急二級開設，經濟部水利署亦同時進駐中央災害應變中心。

## 災害

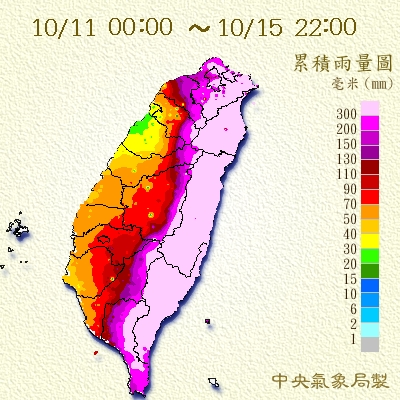
臺灣地區豪雨期間之總雨量圖（10月11日—15日）

14日，臺灣的劇烈降雨仍然持續，台灣鐵路因受豪雨影響，知本至康樂間水淹軌面造成路線不通，該路段自11時7分停駛，直至11時46分起恢復通車。受到卡努颱風外圍環流以及東北風影響，台7線部分路基被掏空，臺7甲線多處路段坍方，冬山鄉與大同鄉因地下配電設備淹水及電力桿路基流失，造成近700戶停電，交通部公路總局表示宜花東省道多處坍方處將會陸續搶通。受到連日豪雨的影響，臺電地下配電設備淹水或路基流失，截至14日中午12時，共有1萬4530戶停電。行政院農業委員會土石流災害緊急應變小組在晚間6時半之豪雨土石流警戒預報指出，共有67條土石流潛勢溪流達紅色警戒，347條土石流潛勢溪流達黃色警戒，部分地區入夜後可能達紅色警戒。而當日上午環保署公害中心接獲通報表示，巴拿馬籍「哈威輪」受卡努所導致的海象不佳，導致船舶主機及舵機故障並擱淺在桃園下海湖。中央災害應變中心表示，全臺曾停電戶數2萬2千多戶，14日共疏散撤離459人。
受到卡努外圍環流以及東北風影響，臺東縣關山鎮德高里的灌溉水圳於15日凌晨4時暴漲而崩塌，導致2戶6人受困。行政院農業委員會在上午9時半將土石流警戒紅色警戒增修至229條，行政院農業委員會強調地方政府應勸告或強制撤離土石流紅色警戒分布地區，並作適當安置。水利署第一河川局表示宜蘭縣政府所管理的11座抽水站已進行抽水作業，將陸續啟動24部移動式抽水機以改善宜蘭縣淹水的情形。
豪雨遠離後迎接正常上班日，行政院長賴清德於16日表示，全台還有252條土石流潛勢溪流為紅色警戒、159條土石流潛勢溪流為黃色警戒，並請居住山區的居民密切留意土石流警戒燈號，確實依照警戒狀態適時疏散。此次豪雨期間最大總累積雨量發生於屏東縣泰武鄉西大武山雨量站，共錄得1,439.5 毫米；連續 24 小時之最大累積雨量亦發生在屏東縣泰武鄉西大武山雨量站，共錄得747.5 毫米。

## 災後調查
15日，臺灣各地降雨持續緩和，中央災害應變中心在下午1時召開最後一次工作會報後，依據中央氣象局天氣資料進行撤除。行政院災害防救辦公室於18日發布災防週報，表示此次豪雨事件共釀成52處積淹水，並有22,314戶電力中斷。據行政院農業委員會農糧署彙整各直轄市、縣市政府查報資料顯示，此次暴雨事件促成農業產物及民間設施估計約新台幣6,657萬元損失。
此次卡努與東北風所導致之共伴效應使台灣多處降雨，北部地區石門水庫旱象亦因此紓解，石門水庫集水區累積雨量240毫米，蓄水率預期可達90%以上。而此次的降雨並沒有落在曾文水庫集水區，截至15日下午1時，蓄水率僅有61.87%。經濟部水利署預估此次降雨使翡翠、石門兩座水庫入流量各有1億噸。

## 釋義
1. ↑  「共伴效應」是指部分侵襲臺灣的颱風會以偏南方的路徑經巴士海峽進入南海，在移動的過程中因為逆時針方向旋轉的環流將南海附近的暖溼空氣引導北上，這些暖濕空氣接著和東北季風產生輻合作用，在進入臺灣北部、東北部地區之後便因為地形抬升而降雨。[1][2]
2. ↑  「海象」是指潮汐、波浪及其他存在於大氣與海洋交界面之自然現象，包括波浪、潮位、海溫、海流及海氣象交互作用等。[13][14]

## 外部連結
- （繁體中文）中華民國中央災害應變中心：20171011 豪雨災害應變處置報告（页面存档备份，存于）
- （繁體中文）中華民國國家災害防救科技中心：20171011 豪雨災害報告 （页面存档备份，存于）、20171011豪雨事件（页面存档备份，存于）
- （繁體中文）中華民國經濟部水利署：106年10月11日暴雨
- （繁體中文）中華民國國立成功大學全球觀測與資料分析中心：1012豪雨災後衛星影像判釋報告
- （繁體中文）中華民國行政院農業委員會水土保持局：106年10月11日豪雨事件（页面存档备份，存于）
- （繁體中文）中華民國行政院經濟部水利署第二河川局：頭前溪河口輸砂對鄰近海岸之影響評估